# Andreas H. Schmachtl
Andreas H. Schmachtl (* 1971 in Nordenham) ist ein Kinderbuchautor und Illustrator.

## Leben
Schmachtl wuchs in seiner Geburtsstadt Nordenham auf, wo er das Abitur erlangte. Danach zog er nach Oldenburg, um dort Kunst, Germanistik und Anglistik zu studieren. Nach dem Lehramtsstudium beschloss er, kein Lehrer zu werden, sondern Kinderbuchautor. Seit 2007 veröffentlicht er beim Arena Verlag Kinderbücher, die er selbst illustriert. Dabei bevorzugt er nach eigenen Angaben den englischen Stil, „ein bisschen ins Gestern verliebt und nostalgisch“. Im Mittelpunkt seiner Bücher stehen häufig Abenteuer von kleinen Tieren wie Mäusen, Kaninchen oder Igeln. Seine Reihe über die Maus Tilda Apfelkern wurde zum Bestseller, in mehrere Sprachen übersetzt und verfilmt, die gleichnamige Zeichentrickserie läuft seit 2016 auf KiKA. Weitere Charaktere seiner Bücher sind Snöfrid, Hieronymus Frosch, Juli Löwenzahn und Missi Moppel.

## Werke (Auswahl)
- Juli Löwenzahn – Schatzsuche im Möhrenbeet. Arena Verlag, Würzburg 2010, ISBN 978-3-401-09496-0.
- Hieronymus Frosch: Darauf hat die Welt gewartet. Arena Verlag, Würzburg 2012, ISBN 978-3-401-09889-0.
- Snöfrid aus dem Wiesental – die ganz und gar unglaubliche Rettung von Nordland. Arena Verlag, Würzburg 2015, ISBN 978-3-401-70581-1.
- Tilda Apfelkern. Die schönsten Geschichten aus dem Heckenrosenweg. Arena Verlag, Würzburg 2017, ISBN 978-3-401-70983-3.
- Missi Moppel, Detektivin für alle Fälle – das Geheimnis im Turmzimmer und andere Rätselhaftigkeiten. Arena Verlag, Würzburg 2019, ISBN 978-3-401-70777-8.